# Jackson Irvine
Jackson Alexander Irvine (* 7. März 1993 in Melbourne) ist ein australisch-schottischer Fußballspieler, der seit Sommer 2021 beim FC St. Pauli unter Vertrag steht.

## Hintergrund
Jackson Irvine wurde in Melbourne geboren. Seine Mutter kam in Australien als Tochter einer Malteserin und eines Niederländers zur Welt, sein Vater ist Schotte. Irvine besitzt sowohl die australische als auch die britische Staatsbürgerschaft.

## Karriere

### Vereine
Jackson Irvine wechselte im Jahr 2010 von Melbourne Victory zu Celtic Glasgow nach Schottland. Zwei Jahre später gab er sein Profidebüt für die Bhoys, als er im Ligaspiel gegen Hibernian Edinburgh für Victor Wanyama eingewechselt wurde. Vor Beginn der Spielzeit 2013/14 wurde der zentrale Mittelfeldspieler zunächst bis Januar 2014 an den Ligakonkurrenten FC Kilmarnock verliehen. Im Januar entschieden sich beide Klubs dazu, die Ausleihe bis zum Saisonende zu verlängern. Im September 2014 wurde Irvine bis zum Saisonende an den Erstligisten Ross County verliehen, für den er 28 Ligaeinsätze absolvierte und dabei zwei Tore erzielte. Im Juli 2015 wurde Irvine von dem Verein aus den schottischen Highlands fest verpflichtet. Am Ende der Saison 2015/16 wechselte Irvine zum englischen Zweitligisten Burton Albion. Ein Jahr später verließ Irvine den Verein und wechselte für drei Jahre zu Hull City.
Nach drei Jahren in Hull, wo ihm in 107 Spielen zehn Tore gelangen, endete sein Vertrag im Juni 2020. Nach einem halben Jahr ohne Vertrag kehrte Irvine im Januar 2021 nach Schottland zurück, wo er bei Hibernian Edinburgh bis zum Ende der Saison unterschrieb.
Anfang Juli 2021 wechselte er nach Deutschland zum FC St. Pauli in die 2. Bundesliga, wo er sich schnell als Stammspieler etablierte und in seiner ersten Saison ab dem 5. Spieltag zu 28 Einsätzen kam, in denen ihm ein Torerfolg gelang.

### Nationalmannschaft
Irvine lief nach seinem Wechsel zu Celtic im Jahr 2011 dreimal für die U19-Junioren aus Schottland auf. Später entschloss er sich dazu, für Australien zu spielen. Ab 2012 spielte er in der U-20 der Socceroos, nachdem er gegen Portugal debütierte. Im Oktober 2013 gab er sein Debüt in der australischen A-Nationalmannschaft gegen Kanada. Außerdem stand er im Kader für die Fußball-Weltmeisterschaft 2018 in Russland, bei der Australien in der Vorrunde nach zwei Niederlagen gegen Frankreich und Peru und einem Unentschieden gegen Dänemark noch in der Vorrunde ausschied. Irvine wurde in allen drei Partien jeweils für Tom Rogic eingewechselt. Bei der Fußball-Weltmeisterschaft 2022 in Katar war er Stammspieler. Irvine wurde in allen vier Partien der Australier von Beginn an eingesetzt und lediglich im ersten Spiel der Gruppe D nach 85 Minuten ausgewechselt.

## Titel
Schottland
- Meister: 2013 (Celtic Glasgow)
- Pokalsieger: 2013 (Celtic Glasgow)
- Ligapokalsieger: 2016 (Ross County)

Deutschland
- Zweitligameister und Aufstieg in die Bundesliga: 2024 (FC St. Pauli)